# 第37回カンヌ国際映画祭
第37回カンヌ国際映画祭（だい37かいカンヌこくさいえいがさい）は、1984年5月11日から5月23日にかけて開催された。

## 受賞結果
- パルム・ドール：『パリ、テキサス』（ヴィム・ヴェンダース）
- 審査員特別グランプリ：『日記』（マールタ・メーサーロッシュ）
- 監督賞：ベルトラン・タヴェルニエ （『田舎の日曜日』）
- 男優賞：アルフレード・ランダ、フランシスコ・ラバル （『無垢なる聖者』）
- 女優賞：ヘレン・ミレン （『キャル』）
- 脚本賞：テオ・アンゲロプロス、タナシス・ヴァルニティノス、トニーノ・グエッラ （『シテール島への船出』）
- 芸術貢献賞：ピーター・ビジウ （『アナザー・カントリー』）
- カメラ・ドール：ジム・ジャームッシュ （『ストレンジャー・ザン・パラダイス』）
- 特別表彰：ジョン・ヒューストン （『火山のもとで』）

## 審査員

### コンペティション部門
- ダーク・ボガード （ イギリス/俳優） 審査員長
- ミシェル・ドヴィル ( フランス/監督)
- スタンリー・ドーネン ( アメリカ合衆国/監督)
- イザベル・ユペール ( フランス/女優)
- ワジーム・ユーソフ ( ソビエト連邦/撮影監督)
- ホルヘ・センプルン ( スペイン/脚本家)
- エンニオ・モリコーネ ( イタリア/作曲家)
- フランコ・クリスタルディ ( イタリア/プロデューサー)
- イシュトヴァン・ドサイ ( ハンガリー/プロデューサー)
- アーネ・ヘステネス ( ノルウェー/ジャーナリスト)

## 上映作品

### コンペティション部門
| 題名 原題                                             | 監督                       | 製作国                              |
| ----------------------------------------------------- | -------------------------- | ----------------------------------- |
| アナザー・カントリー Another Country                  | マレク・カニエフスカ       | イギリス                            |
| Bayan ko: Kapit sa patalim (Bayan Ko: My Own Country) | リノ・ブロッカ             | フィリピン フランス                 |
| キャル Cal                                            | パット・オコナー           | イギリス                            |
| Dges game utenebia (Day Is Longer Than Night)         | ラナ・ゴゴベリーゼ         | ソビエト連邦                        |
| エンリコ四世 Enrico IV                                | マルコ・ベロッキオ         | イタリア                            |
| エレメント・オブ・クライム Forbrydelsens element      | ラース・フォン・トリアー   | デンマーク                          |
| 家と世界 Ghare Baire                                  | サタジット・レイ           | インド                              |
| ラ・ピラート La pirate                                | ジャック・ドワイヨン       | フランス                            |
| 無垢なる聖者 Los santos inocentes                     | マリオ・カムス             | スペイン                            |
| 日記 Diary for My Children                            | マールタ・メーサーロッシュ | ハンガリー                          |
| パリ、テキサス Paris, Texas                           | ヴィム・ヴェンダース       | 西ドイツ フランス イギリス          |
| Quilombo                                              | カルロス・ディエギス       | ブラジル フランス                   |
| 成功は最高の復讐 Success Is the Best Revenge          | イエジー・スコリモフスキー | イギリス フランス                   |
| シテール島への船出 Ταξίδι στα Κύθηρα                  | テオ・アンゲロプロス       | ギリシャ イタリア イギリス 西ドイツ |
| バウンティ/愛と反乱の航海 The Bounty                  | ロジャー・ドナルドソン     | イギリス アメリカ合衆国             |
| 田舎の日曜日 Un dimanche à la campagne                | ベルトラン・タヴェルニエ   | フランス                            |
| 火山のもとで Under the Volcano                        | ジョン・ヒューストン       | アメリカ合衆国 メキシコ             |
| ビジル Vigil                                          | ヴィンセント・ウォード     | ニュージーランド                    |
| 緑のアリが夢見るところ Wo die grünen Ameisen träumen  | ヴェルナー・ヘルツォーク   | 西ドイツ オーストラリア             |

### ある視点部門
- エル・ノルテ/約束の地 – グレゴリー・ナヴァ (アメリカ)
- ナポレオン生誕 – ネリー・カプラン (フランス)
- 花の男 – ポール・コックス (オランダ)
- Condores No Mueren Todos Los Dias – フランシスコ・ノルデン (コロンビア)
- De Grens – レオン・デ・ヴィンター (オランダ)
- De Weg naar Bresson – ユリエン・ロード、レオ・デ・ボー (オランダ)
- Feroz – マヌエル・グティエレス・アラゴン (スペイン)
- Le Jour S... – ジャン＝ピエール・ルフェーヴル (カナダ)
- Le Tartuffe – ジェラール・ドパルデュー (フランス)
- Isanghan gwangye – イ・ドヨン (韓国)
- Khandhar – ムリナル・セン (インド)
- タルコフスキー・アンソロジー – ドナテッラ・バリーヴォ (イタリア)
- Mária-nap – ユディト・エレク (ハンガリー)
- トニー・カーチスの発明狂時代 – アンリ・ヘルマン (イギリス・アメリカ)

### 特別招待作品
- チューズ・ミー – アラン・ルドルフ (アメリカ)
- ビート・ストリート – スタン・レイサン (アメリカ)
- フォート・サガン – アラン・コルノー (フランス)
- ブロードウェイのダニー・ローズ – ウディ・アレン (アメリカ)
- リハーサルのあとで – イングマール・ベルイマン (スウェーデン)
- ワンス・アポン・ア・タイム・イン・アメリカ – セルジオ・レオーネ (アメリカ)